# Philippe Lebreton
Pour les articles homonymes, voir Lebreton.
Philippe Lebreton, né le 25 octobre 1933 à Saint-Étienne, est un biochimiste, écologue, et militant écologiste et auteur de plus d'une centaine d'articles et d'ouvrages ayant trait à la protection de l'environnement. À la suite de René Dumont, il est considéré comme l'un des pionniers de l'écologie politique en France.

## Le scientifique
Diplômé de l'ICPI en 1955 (major de promotion), il commence sa carrière comme ingénieur à Lyon. Il obtient parallèlement un doctorat de l'université Claude-Bernard-Lyon-I en 1956, université dans laquelle il devient chef-de-travaux en 1958, puis en 1967, professeur de biologie végétale, fonction qu'il occupera jusqu'à son départ à la retraite en 1995.
Il a créé puis dirigé le laboratoire de phytochimie et de phytophysiologie de 1963 à 1980. Ses recherches ont essentiellement porté sur l'étude des polyphénols (pro-anthocyanes et flavonoïdes) des conifères. De 1991 à 1995, il est également responsable de l’enseignement de l’écologie à l'INSA de Lyon. Il a également publié de nombreux articles d'ornithologie. Il est depuis 2001 membre de l'Académie des sciences, belles-lettres et arts de Lyon.

## Le militant écologiste
Il est à l'origine, en 1966 de la fondation de la fédération Rhône-Alpes de protection de la nature ; avec cette association, il joue notamment à la fin des années 1960 un rôle actif dans le dossier de la protection du marais des Échets et dans l'« affaire de la Vanoise », un projet d'extension de la station de Val Thorens sur des glaciers situés en zone centrale du parc national de la Vanoise.
Il est un des fondateurs en 1963 du Centre ornithologique Rhône-Alpes et a également été partie prenante de la création du Parc des oiseaux.
En 1973, il participe sous le pseudonyme de « professeur Mollo-Mollo » à l'éphémère « aventure » du journal La Gueule ouverte de Pierre Fournier, aux côtés de Cabu, Reiser, Gébé, Bernard Charbonneau ou encore Émile Prémillieu.
En 1981, alors président du Mouvement d'écologie politique, il est battu par Brice Lalonde, lors de primaires écologistes (les premières du genre en France) pour la désignation du candidat unique des écologistes à l'élection présidentielle. Brice Lalonde obtient à l'élection présidentielle 3,88 % des suffrages exprimés (1 126 254 voix).
Il a également été conseiller régional de Rhône-Alpes de 1992 à 1998,, membre de la commission Environnement, Recherche, Culture.
Dans ses activités militantes, Philippe Lebreton s’est comporté en « scientifique concerné », prenant position publique et sociétale par de nombreuses conférences et plusieurs livres, dont deux pointant le phénomène d’effet de serre et ses conséquences climatiques, dès 1974 (L’énergie, c’est vous) et 1978 (Ecologique).

## Vie privée
Il habite la commune de Beynost, dans l'Ain, depuis des années.
Il a pour frère cadet Jean-Dominique Lebreton.